# Jacob Paludan
Jacob Paludan (ur. 7 lutego 1896 w Kopenhadze, zm. 26 września 1975 w Birkerød k. Kopenhagi) – duński pisarz.

## Życiorys
Pochodził z rodziny inteligenckiej. Jego ojciec był profesorem. Studiował farmację, a potem pracował jako aptekarz. Był członkiem Akademii Duńskiej. Po I wojnie światowej podróżował do Ekwadoru i USA, gdzie m.in. również pracował w aptekach. Z czasem porzucił stały zawód i od 1925 zajął się wyłącznie pracą literacką. Debiutował w 1922 powieścią Drogi na zachód (dun. De vestlige veje), w której opisał znane z własnych doświadczeń, silne przeżycia wywołane nędzą życia w Ameryce Południowej. Był wydawcą serii książek Hasselbalchs Kulturbibliotek oraz czołowym konserwatywnym krytykiem publikującym w gazecie Dagens Nyheder. W swoich powieściach ostro krytykował duńskie społeczeństwo po I wojnie światowej (m.in. Jørgen Stein t. 1-2 1932-1933, wyd. pol. 1976). Jest również autorem esejów psychologicznych i filozoficznych oraz opowiadań, których polskie przekłady ukazały się w 1976 w antologii Opowieści znad Sundu. Ponadto zajmował się tłumaczeniem na duński twórczości zagranicznej (m.in. Dodsworth Sinclaira Lewisa). W 1951 otrzymał Złote Laury, a w 1964 Wielką Nagrodę Akademii Duńskiej.